# Джеймс Кан
Джеймс Кан (на английски: James Kahn) е американски медик, сценарист, музикант и писател, автор на бестселъри в жанровете медицински трилър, хорър и научна фантастика.

## Биография и творчество
Джеймс Кан е роден на 30 декември 1947 г. в Чикаго, Илинойс, САЩ. На 12 години започва да свири на китара и да пише текстове за песни. Завършва гимназия през 1965 г. и учи медицина в Чикагския университет. Докато е в колежа публикува първия си разказ в списание „Плейбой“ през 1971 г. Участва в движението против войната във Виетнам.
След дипломирането си през 1974 г. специализира в спешната медицина в Университета на Уисконсин в Медисън. През 1975 г. той се жени за Джил Литълууд, илюстратор. Взема една година отпуск и започва да пише медицински трилъри. Първият му роман „Diagnosis: Murder“ (Диагноза: Убийство) е публикуван през 1978 г.
Продължава специализацията си в областната болница на Лос Анджелис и завършва обучението си в Калифорнийския университет в Лос Анджелис. Накрая се премества на работа в спешното отделение на болница „Сейнт Джон“ в Санта Моника, Калифорния. Заедно с работа си в болницата продължава да пише и публикува научнофантастичната си трилогия „Нов свят“ и медицинския трилър „The Echo Vector“.
Като лекар в болницата „Сейнт Джон“ е включен в консултантския екип за филма на Стивън Спилбърг „Извънземното“. Той запознава режисьора с трилогията си и получава поръчка да романизира филма „Полтъргайст“. Следват още няколко романизации на филми – „Завръщането на джедаите“, „Индиана Джоунс и храмът на обречените“ и „The Goonies“, които стават бестселъри.
Свързването му с филмовите екипи променя живота му и той се посвещава на писането на сценарии, сюжети и текстове за телевизионни сериали в следващите над 20 години, на някои от които е продуцент. Едни от най-известните му работи са за сериала „Мелроу Плейс“.
След 2010 г. започва активно да се занимава с музика и издава самостоятелни албуми – „Waterline“ (2011) и „Roadhouse Full of Blues“ (2012).
Джеймс Кан живее със семейството си в Бевърли Хилс, Лос Анджелис.

## Произведения

### Самостоятелни романи
- Diagnosis: Murder (1978)
- The Goonies (1985) – романизация на комедията
- The Echo Vector (1987)
- Incarnate (2014)

### Серия „Нов свят“ (New World)
1. World Enough, and Time (1980)
2. Time's Dark Laughter (1982)
3. Timefall (1987)

### Серия „Полтъргайст“ (Poltergeist)
1. Poltergeist (1982) – по сценария на Стивън Спилбърг, Марк Виктор, Майкъл Грайс 
Полтъргайст, изд. „Зодиак-ВН“, София (1992), прев. Мариана Ганева, Георги Апостолов
2. The Other Side (1986)

### Участие в общи серии с други писатели

#### Серия „Междузвездни войни: Завръщането на джедаите“ (Star Wars: Return of the Jedi)
6. Return of the Jedi (1983) – романизация по едноименния филм на Джордж Лукас
Завръщането на джедаите: Междузвездни войни, изд. „Летера“, Пловдив (1992), прев. Иглика Василева
Завръщането на джедаите, изд. „Книгоиздателска къща Труд“, София (2006), прев. Владимир Райчинов
от серията има още 162+ романа от различни автори

#### Серия „Индиана Джоунс“ (Indiana Jones – филмът)
2. Indiana Jones and the Temple of Doom (1984) – романизация по едноименния филм на Джордж Лукас
Индиана Джоунс и храмът на обречените, изд. „Летера“, Пловдив (1992), прев. Веселин Лаптев
от серията има още 8 романа от различни автори

### Екранизации
- 1984 St. Elsewhere – ТВ сериал, сюжет 1 епизод
- 1989 Family Medical Center – ТВ сериал, сюжет 1 епизод
- 1992 Star Trek: The Next Generation – ТВ сериал, сюжет 1 епизод
- 1991 – 1992 Beyond Reality – ТВ сериал, сюжет 4 епизода
- 1995 Medicine Ball – ТВ сериал, сюжет 1 епизод
- 1995 TekWar – ТВ сериал, сюжет 3 епизода
- 1995-1997-1999 Melrose Place – ТВ сериал, сюжет 20 епизода, продуцент
- 2000 Зина: принцесата – войн – ТВ сериал, сюжет 1 епизод
- 2000 – 2001 Star Trek: Voyager – ТВ сериал, сценарий 3 епизода, сюжет 2 епизода, продуцент
- 2002 – 2003 Doc – ТВ сериал, сюжет 3 епизода
- 2009 – 2010 All My Children – ТВ сериал, сценарий 29 епизода, сюжет 1 епизод
- 2011 Dolores Quits Dancing (късометражен) – история, продуцент, актьор, режисьор, композитор
- 2013 The Bet – продуцент